# Leslie Jordan
Leslie Allen Jordan (født 29. april 1955, død 24. oktober 2022) var en amerikansk dramatiker og tv-skuespiller kendt for sine talrige gæsteroller i amerikanske komedieserier, bl.a. Reba og Will & Grace. Sidste nævnte vandt han en Emmy Award for.

## Ekstern henvisning
- Leslie Jordan på Internet Movie Database (engelsk)
- Leslie Jordan på Scope
- Leslie Jordan på Svensk Filmdatabas (svensk)
- Leslie Jordan på AlloCiné (fransk)
- Leslie Jordan på AllMovie (engelsk)
- Leslie Jordan på Rotten Tomatoes (engelsk)
- Leslie Jordan på The Movie Database (engelsk)
- Leslie Jordan på Behind The Voice Actors (engelsk)